# Österreichisches Leistungssport-Zentrum Südstadt

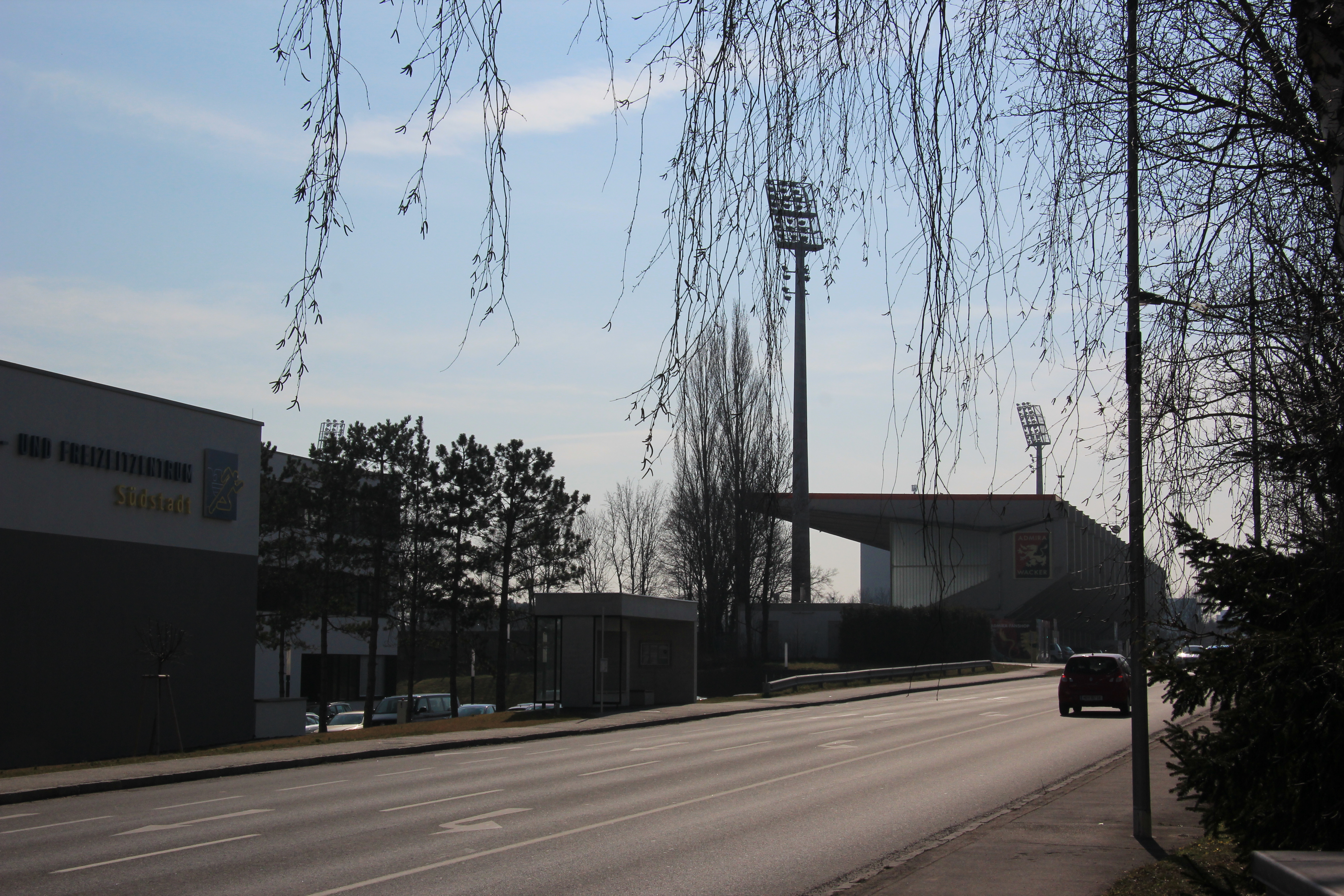
Österreichisches Leistungssport-Zentrum Südstadt

Das Österreichische Leistungssport-Zentrum Südstadt (ÖLSZ) ist eine vom Bundesministerium für Kunst, Kultur, öffentlichen Dienst und Sport geförderte Einrichtung um österreichische Athleten an die Europa- und Weltklasse heranzuführen und Talente zu fördern. Das ÖLSZ ist im Stadtteil Südstadt von Maria Enzersdorf.
Die Geschichte des Zentrums fand seinen Anfang nach dem Ende der Olympischen Sommerspiele 1968 in Mexiko-Stadt, als der Trainer Gunnar Prokop und seine Athleten und Athletinnen, wie Liese Prokop, Eva Janko, Maria Sykora und Ilona Gusenbauer von der Union St. Pölten zur KSV NÖ Energie, der Kultur- und Sportvereinigung der Landesgesellschaften von NEWAG und NIOGAS, wechselte.
Angesichts der dort erzielten Trainings- und Wettkampferfolge wollten NEWAG und NIOGAS das dort bestehende Trainingsgelände ausbauen. Finanzielle Schwierigkeiten des Betriebes verhinderten dies aber. Es kam zu Gesprächen mit dem zuständigen Sportministerium, das daraufhin bereits existierende Pläne für ein Bundessportzentrum am Georgenberg in Wien verwarf und stattdessen das 260.000 m² große Gelände in der Südstadt als Standort auswählte.
Am 28. September 1971 kam es zum Spatenstich und am 5. Mai 1975 wurde das Bundessportzentrum Südstadt fertiggestellt. Vor allem für die Sportarten Schwimmen, Leichtathletik, Fechten und Tennis wurden Schwerpunkte gesetzt. Später kamen noch die Sportarten Judo, Radsport und Frauenhandball hinzu. Am 3. September 1975 bezogen die ersten Schüler das ebenfalls zum Sport-Leistungsmodell Südstadt gehörende Sportinternat.
Heute trainieren 150 Athleten im ÖLSZ.